# Zaira duplaris
Zaira duplaris är en tvåvingeart som först beskrevs av Henry Jonathan Reinhard 1964.  Zaira duplaris ingår i släktet Zaira och familjen parasitflugor. Inga underarter finns listade i Catalogue of Life.